# Violet Trefusis
Violet Trefusis, de nacimiento Keppel; (Londres, 6 de junio de 1894 - Florencia, 29 de febrero de 1972) fue una socialité (célebre por sus relaciones sociales) y escritora inglesa. Mantuvo una prolongada relación sentimental con la escritora Vita Sackville-West, que continuaron después de sus respectivos matrimonios. Esta relación apareció en novelas escritas por ambas; en la novela Orlando: una biografía de Virginia Woolf y en muchas cartas entre 1912-1922. 

## Trayectoria

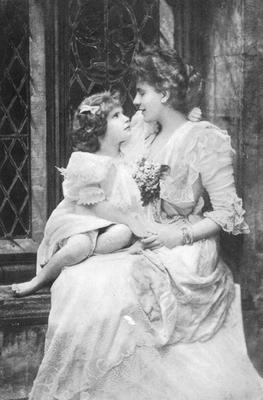
Alice Keppel y Tochter Violet.

Nacida Violet Keppel, era hija de Alice Keppel, que fue más tarde amante del rey Eduardo VII del Reino Unido, y de su marido, George Keppel, hijo de William Keppel, séptimo conde de Albemarle. Sin embargo, los miembros de la familia Keppel pensaban que su padre biológico era William Beckett, banquero y diputado de Whitby.
Violet vivió su primera juventud en Londres, donde la familia Keppel tenía una casa en Portman Square. Cuando tenía cuatro años, su madre se convirtió en la amante del Príncipe de Gales, quien subió al trono como Eduardo VII el 22 de enero de 1901. En 1900, nació su hermana Sonia Rosemary, abuela materna de la reina consorte Camila de Inglaterra.
Trefusis es sobre todo recordada por su historia de amor con la Vita Sackville-West. Virginia Woolf describió esta relación en su novela Orlando. En esta biografía romantizada de Sackville-West, Trefusis está representada por la princesa rusa Sasha.
Las dos mujeres escribieron relatos ficticios que se referían a esta historia de amor (Challenge de Sackville-West y Broderie Anglaise, una novela en clave en francés de Trefusis). El hijo de Sackville-West, Nigel Nicolson, escribió el Retrato de un matrimonio, basado en las cartas de su madre, y agregó extensas "aclaraciones", incluyendo algunos de los puntos de vista de su padre. Parece que también fue la inspiración para aspectos del personaje de Lady Montdore en Amor en clima frío de Nancy Mitford y de Muriel en The Soul's Gymnasium de Harold Acton.
Mrs Keppel and her Daughter de Diana Souhami (1997) cuenta la relación entre ambas mujeres. Cuando Violet tenía 10 años, conoció a Vita (que era dos años mayor), asistieron a la misma escuela durante varios años y se enamoraron. En 1910, tras  la muerte de Eduardo VII, la Sra. Keppel se mantuvo al margen de la sociedad británica durante dos años. Cuando regresaron a Londres, los Keppel se mudaron a una casa en Grosvenor Street. En ese momento, Violet se enteró de que Vita se iba a comprometer con Harold Nicolson al tiempo que  mantenía un romance con Rosamund Grosvenor. Trefusis, que amaba a Vita, se comprometió a su vez para ponerla celosa lo que no impidió que Vita se casara con Harold en octubre de 1913, quien también era bisexual. Vita y Harold mantuvieron un matrimonio abierto.
Violet se casó con Denys Robert Trefusis el 16 de junio de 1919. Unos días después del Armisticio, Violet y Vita se fueron a Francia durante varios meses. Hicieron más escapadas a Francia, pero el escándalo llegó a Londres y finalmente, debieron separarse. Se volvieron a encontrar en 1940, después de que Trefusis regresara a Gran Bretaña a causa de la Segunda Guerra Mundial.
A partir de 1923, Trefusis mantuvo una relación con Winnaretta Singer, hija de Isaac Singer y esposa del príncipe Edmond de Polignac, quien la presentó al bello artístico de París. Trefusis cedió cada vez más al modelo de su madre de ser "socialmente aceptable" pero, al mismo tiempo, sin ocultar su homosexualidad.
Durante la Segunda Guerra Mundial en Londres, Trefusis participó en la transmisión de La Francia Libre, que le valió una Legión de Honor tras la guerra; también fue nombrada Comendadora de la Orden al Mérito de la República Italiana.
En 1924, la señora Keppel había comprado una gran villa con vistas a Florencia, donde vivió durante un tiempo Galileo Galilei. Tras la muerte de sus padres en 1947, Trefusis la heredó y vivió allí hasta su muerte. Denys Trefusis murió en 1929.

## Legado

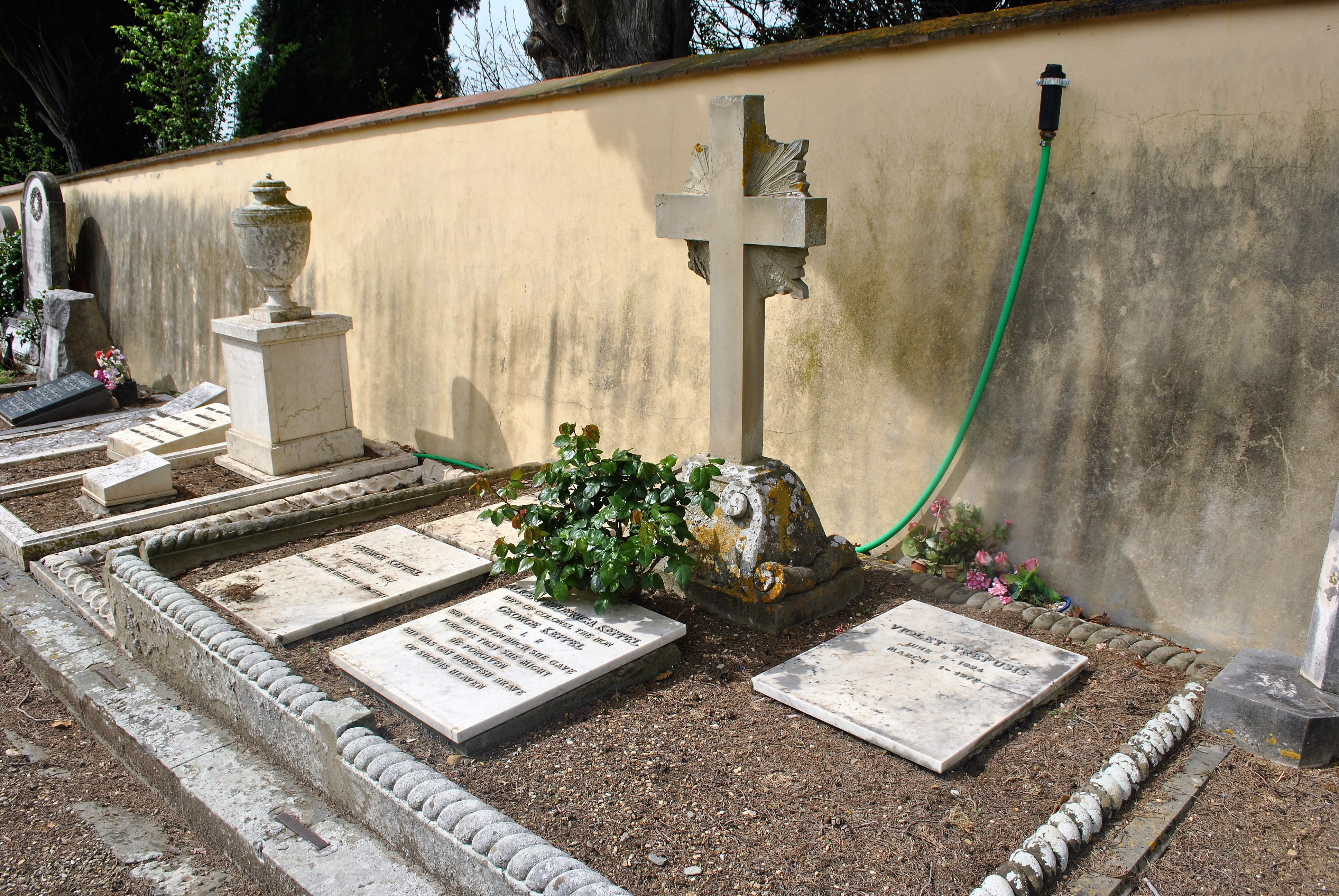
Tumba de Violet Trefusis y sus padres, George y Alice Keppel, en el Cimitero degli Allori, Florencia.

Aunque escribió gran parte de su vida, casi toda su obra permanece inédita.
En la miniserie de la BBC de 1990 Portrait of a Marriage, Violet Trefusis es interpretada por Cathryn Harrison.